# THE TRAD
『THE TRAD』（ザ・トラッド）は、TOKYO FMで2019年9月30日より放送されているラジオ番組である。

## 番組概要
「上質な音楽を、じっくり味わう。」をコンセプトとした架空のレコードショップ「THE TRAD」を舞台に、様々なジャンルの音楽とカルチャー情報を発信していく番組である。

## 出演者

### パーソナリティ
- 稲垣吾郎 - 店長（月・火担当）
- ハマ・オカモト（OKAMOTO'S） - 副店長（水・木担当）[注 1]
- 山本里菜 - 専属店員（月・火担当、2024年4月1日 - ）
- 中川絵美里 - 専属店員（水・木担当、2021年3月31日 - ）[5]

### 過去
- 吉田明世 - 専属店員（月・火担当、番組開始 - 2020年11月26日・2021年3月22日 - 2024年3月26日）[注 2][注 3]

### 代役
- 平井理央 - 店員（月～木担当、2020年11月30日 - 2021年3月18日）
- 丸山隆平（関ジャニ∞） - 代理副店長（2022年6月23日）[8]
- 山崎怜奈 - 臨時アルバイター（2023年12月14日）[9]

以下はハマが体調不良による活動休止期間(2024年4月3日 - 8月29日)の代理副店長
- オカモトショウ（OKAMOTO'S） - 2024年4月3日、4日[10]、5月2日、9日、16日、23日、30日、6月6日、20日、27日、7月4日、11日、18日、25日
- 小出祐介（Base Ball Bear） - 2024年4月10日[11]、5月1日、8日、15日、29日、6月5日、19日、26日、7月3日、17日、24日、8月15日
- 竹内アンナ - 2024年4月11日[12]
- 粗品（霜降り明星） - 2024年4月17日[13]
- 中西哲生 - 2024年4月18日[14]
- 別府由来 - 2024年4月24日[15]
- 友近 - 2024年4月25日[16]
- 河原賢一郎(「ギター・マガジン」プロデューサー) - 2024年5月22日
- 稲垣吾郎 - 2024年6月12日[17]、8月28日[18]
- 吉田明世 - 2024年6月13日[19]
- ジョージ・ウィリアムズ - 2024年7月10日
- 森本晋太郎（トンツカタン） - 2024年7月31日
- Rei - 2024年8月1日
- 茂木欣一（東京スカパラダイスオーケストラ） - 2024年8月7日
- 山本里菜 -2024年8月8日[20]
- 渋谷龍太（SUPER BEAVER） - 2024年8月14日
- ユージ - 2024年8月21日
- レキシ - 2024年8月22日
- 丸山隆平（SUPER EIGHT） - 2024年8月29日[21]

## タイムテーブル
(2023年11月現在)
- 15:00 オープニング
- 15:10頃 TODAY'S MUSIC RECOMMEND

- 15:40頃 TOKYO FM NEWS（報道情報センター）
- 15:42頃 TOKYO FM トラフィックレポート

- 15:50 あぐりずむ（パーソナリティ：川瀬良子）
- 16:00 16時台オープニング
- 16:05頃 （月）首都高 presents おでかけTRAD
- 16:15頃 ENTERTAINMENT MAP
- 16:44頃 TOKYO FM トラフィックレポート
- 16:45頃 エンディング

## その他
毎週 AuDee で、THE TRAD の裏話として以下の配信も行っている。
（火）「専属店員・平井理央のTRAD日誌～B面トーク～」（#54 までは「専属店員・吉田明世のTRAD日誌～B面トーク～」）
（火）「TEAM BEYOND presents THE FUTURE OF パラスポーツ」（2020年10月6日より配信開始）
（水）「専属店員・中川絵美里のTRAD日誌～B面トーク～」毎週水曜日19時ごろ配信
（木）「ハマ･オカモトの「AFTER THE TRAD」毎週木曜日19時ごろ配信
　　　　＊本編では話さない20分～30分の一人しゃべり。OKAMOTO'Sの裏話からリスナーとやりとりなどの積極的に行っている。

## 備考
- 一部の祝日・年末年始や毎年の東日本大震災発災日の3月11日は、TOKYO FM制作による東京ローカルもしくはJFN38局全国ネットによる『TOKYO FM ホリデースペシャル』や『FMフェスティバル』などの特別番組を編成するため、本番組は放送休止となる[22][23][24][25][26][27][28][29][30][31][32][33][34][35]。